# Nenhum Lugar para Ir
Nenhum Lugar para Ir (em alemão:  Die Unberührbare) é um filme de drama alemão de 2000 dirigido e escrito por Oskar Roehler.
Foi selecionado como representante da Alemanha à edição do Oscar 2001, organizada pela Academia de Artes e Ciências Cinematográficas.

## Elenco
- Hannelore Elsner – Hanna Flanders
- Vadim Glowna – Bruno
- Jasmin Tabatabai – Meret
- Lars Rudolph – Viktor
- Michael Gwisdek – Joachim
- Nina Petri – Grete
- Tonio Arango – Ronald